# Maria Assunta Arbesser von Rastburg
Maria Assunta Arbesser von Rastburg (* 1. März 1884 in Venedig; † 13. Januar 1971 in Graz) war eine österreichische Malerin und Holzplastikerin.

## Leben
Geboren wurde Maria Assunta Arbesser am 1. März 1884 in Venedig als erstes Kind des Landschafts- und Architekturmalers Josef Arbesser von Rastburg. Ihre Kindheit verlebte sie in Venedig und in Graz, zeitweilig auch bei ihren Großeltern. Ihr Großvater mütterlicherseits, der aus der renommierten Grazer Ärztefamilie Streintz stammende Josef Anton Streintz, war einer der ersten Homöopathen in Österreich.
Maria Assunta Arbesser von Rastburg begann bereits während der Schulzeit ihre künstlerische Ausbildung. Sie erhielt Unterricht durch ihren Vater, besuchte ab 1898 die Landschaftliche Zeichenakademie (Steiermärkische Landeskunstschule) in Graz bei Hermann von Königsbrunn und war 1899/1890 eine Schülerin von Hermann Bergmeister. 1903 hielt sie sich längere Zeit zu Studienzwecken in Florenz auf. Vorübergehend wandte sie sich der Schneiderei zu, die sie in Wien erlernte und besuchte 1904 die Fachschule für Stickerei an der Ortweinschule (damals Staatsgewerbeschule) in Graz. Nach einigen Kursen an der Malschule bei Marie Egner in Wien wandte Maria Assunta Arbesser sich endgültig der Malerei zu. Von 1907 bis 1910 studierte sie an der Steierischen Landeskunstschule in Graz bei Alfred Zoff. Anschließend setzte sie ihre Studien bei Theodor Hummel in Polling und Heinrich Knirr in München fort. In der Sommerzeit unternahm sie mit anderen Schülern von Zoff Studienreisen nach Italien und Istrien, wo sie Landschaften malte.
Im Ersten Weltkrieg war Maria Assunta Arbesser als Krankenschwester tätig. Danach absolvierte sie eine Ausbildung zur Fürsorgerin. 1920 nahm sie die Malerei wieder auf und ließ sich im Folgejahr endgültig in Graz nieder. Inflation führte zum Verlust des Vermögens ihrer Familie und sie musste ihren Lebensunterhalt selbst verdienen. Ab 1922 arbeitete sie für das pathologische Institut der Universität Graz, indem sie Lehrtafeln malte und ein Buch illustrierte. Von 1928 bis 1931 war sie als Hilfslehrerin für Zeichnen und Handarbeit an der Sacre-Coeur-Frauenoberschule tätig. Parallel dazu nahm sie von 1928 bis 1932 noch einmal ihrer künstlerischen Studien auf und besuchte die Fachschulklasse Bildhauerei der Ortweinschule bei Wilhelm Gösser, wo sie insbesondere Unterricht im Holzschnitzen erhielt. Auch nach dem Abschluss war sie noch zwei Jahre in der Werkstätte der Ortweinschule aktiv. 
Ab 1935 lebte sie als freischaffende Malerin in Graz. Sie war Mitglied der Vereinigung Bildender Künstler Steiermarks. Einzelausstellungen ihrer Werke fanden 1960 und 1969 im Joanneum-Ecksaal statt. Sie beschickte unter anderem Gruppenausstellungen im Wiener Künstlerhaus, Künstlerhaus Graz und der Neuen Galerie Graz.
Am 13. Januar 1971 verstarb Maria Assunta Arbesser von Rastburg in Graz.

## Werk
Maria Assunta Arbesser malte insbesondere steirische Landschaften und Blumenstücke (Malven, Hyazinthen, Alpenveilchen), außerdem Interieurs und Architektur. Ihr Frühwerk ist im Stil des Spätimpressionismus gehalten. In der Zwischenkriegszeit zeigten ihre Arbeiten zunehmend expressionistische Merkmale. Zuletzt wurde ihr Werk wieder durch starke Farbigkeit geprägt.
Neben der Malerei war Maria Assunta Arbesser auch als Bildhauerin tätig. Sie schuf Holzschnitzereien (Wegkreuze, Gedenktafeln, Andachtsbilder) und kunstgewerbliche Arbeiten. Sie war außerdem als Restauratorin von Gemälden und Textilien tätig (u. a. Schloss Eggenberg, Graz).

## Auszeichnungen, Ehrungen (Auswahl)
- 1921: Österreichischer Staatspreis
- 1924: Silberne Medaille der Stadt Graz
- 1934: Staatspreismedaille
- 1936: Staatsmedaille für bildende Kunst